# Idioma italiano en Argentina

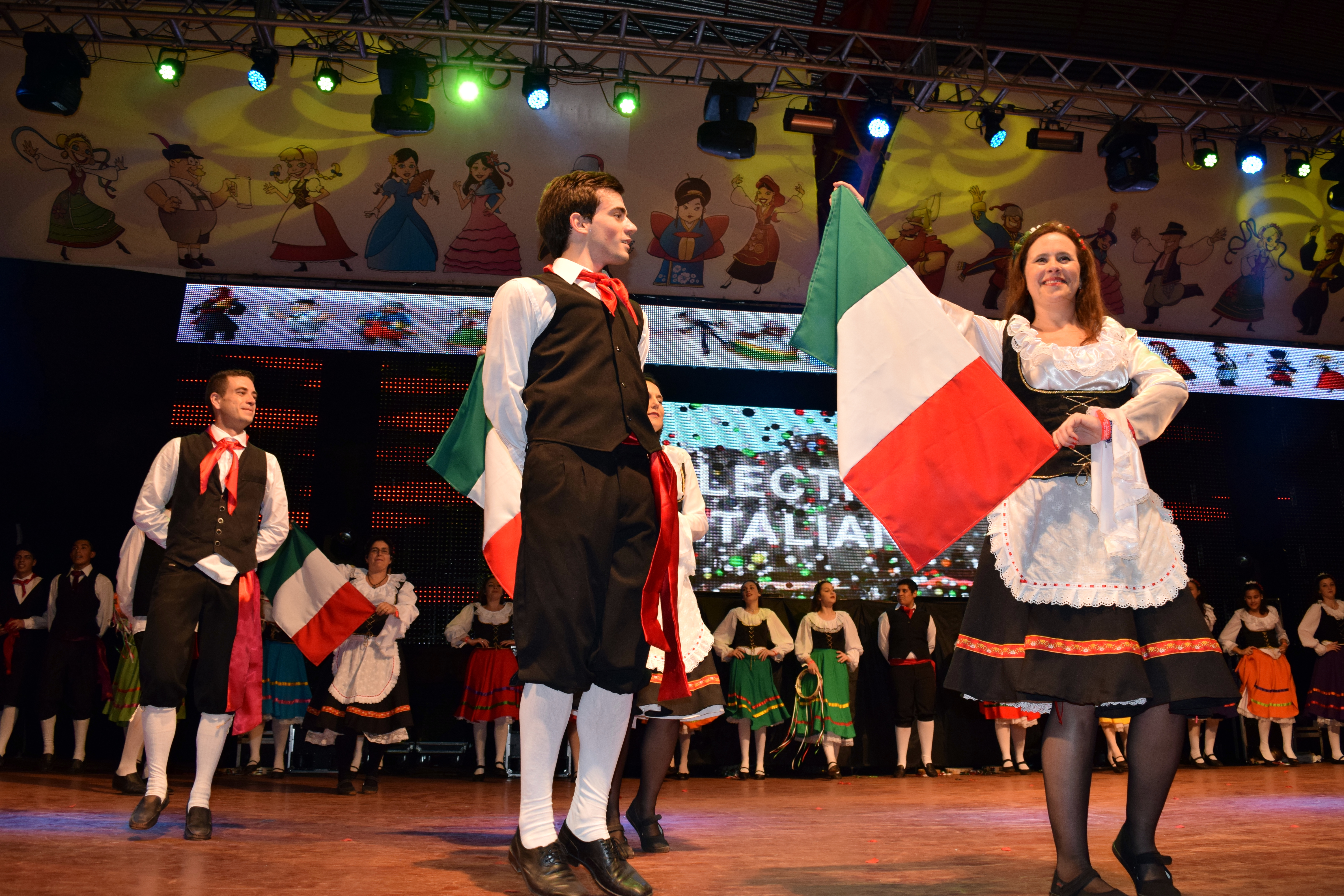
El Ballet «Il Giardino d'Italia» en el escenario mayor durante la XXXV Fiesta Nacional del Inmigrante en Oberá, Misiones.

El idioma italiano en Argentina es hablado por alrededor de 1 120 000 habitantes de acuerdo a Ethnologue, siendo el 3.º más hablado y el 4.º más estudiado del país. Debido a la mezcla sociocultural con el español en la inmigración italiana, surgió el pidgin cocoliche y la jerga lunfarda, influenciando al dialecto rioplatense con italianismos. Jorge Luis Borges llegó a afirmar que «el argentino es un italiano que habla español».

## Historia

### Sistema educativo argentino (1863-1941)
Hacia mediados del siglo XIX surgió la necesidad de dotar a los Estados nación de sistemas educativos. En Argentina, surgió otorgando a cada uno de sus niveles funciones bien diferenciadas. La escuela primaria era la encargada de formar a los ciudadanos. La enseñanza del castellano de lengua nacional era fundamental en un país de inmigración y es por ello que, ni el idioma italiano, ni ninguna lengua extranjera eran excluidas. Esta política respondía a dos objetivos: por un lado, argentinizar a los hijos de extranjeros no sólo a través de la lengua, sino también de costumbres y la idea de patria; y por otro, disolver los enclaves extranjeros, especialmente de la inmigración italiana, que los sectores dominantes percibían como una amenaza.
La inclusión de lenguas extranjeras tenía como objetivo formar a las futuras élites dirigentes del país, siguiendo el modelo de la élite europea, a través de los colegios nacionales. Por esta razón, se fundaron tempranamente en todas las capitales. Estas fueron parte fundamental de los colegios nacionales desde su creación, ya que su estudio buscaba facilitar la lectura de los grandes intelectuales europeos y fomentar la comprensión de una cultura considerada «superior». Además, el dominio de idiomas extranjeros se asociaba con la erudición. El italiano fue incorporado como tercera lengua en los colegios nacionales, inicialmente a través de Cátedras nacionales, integrándose en el sistema en 1941 con el «plan Rothe». Las razones para incluir el italiano eran las mismas que justificaban la enseñanza de otras lenguas extranjeras, y no guardaban relación con la numerosa población italiana en el país. El plan Garro de 1912 destaca su enseñanza como valor académico y de prestigio en Argentina.
El período culmina con el «plan Rothe», que resulta decisivo por los cambios que introduce en la estructura del nivel medio y en la inclusión de lenguas extranjeras en el sistema. Eliminando la simultaneidad en la enseñanza de lenguas extranjeras, utilizando argumentos pedagógicos, culturales y políticos. La estructura definida es de tres años dedicados a una lengua romance y dos a uno anglosajón. Además, consolida la preeminencia del inglés en el nivel medio, (desplazando al francés, que hasta entonces había sido la lengua dominante). La decisión sobre la creación de un ciclo básico y otro superior, así como la eliminación de la enseñanza simultánea de lenguas extranjeras, fueron debatidas en múltiples documentos previos y finalmente se concretaron en 1941.

## Asociaciones u ofertas
La enseñanza del idioma italiano se asienta mucho más en la acción de actividades extraescolares y comunitarias dedicadas a mantener vivas la lengua y la cultura italiana. Existen 1.372 asociaciones principalmente de Italia (1207), Suiza (62) y San Marino (11). Los dos tercios de ellas son regionales. De las 873 ofertas registradas, los cursos representan el 51 %, la preparación para exámenes el 20 %, las traducciones el 24 % y el 5 % restante son programas para realizar en el exterior. Desde lo espacial las ofertas idiomáticas del italiano se distribuyen entre un 40 % en el Interior, otro 40 % en CABA y el 20 % restante en la Gran Buenos Aires.
En el interior del país cubren 18 provincias, entre las cuales se destacan: Buenos Aires, Santa Fe, Córdoba y Mendoza. En CABA más de la mitad de las ofertas surgen del Macrocentro (Congreso, Tribunales, Retiro, Catedral, San Telmo, Montserrat e Ingeniero Huergo) junto con los barrios de Palermo Chico, San Agustín, Botánico y Nuestra Sra. del Valle. En la Gran Buenos Aires las ofertas predominan levemente en el Sur con 40 %, sobre el Norte y Oeste con 30 % cada uno. Entre los 447 cursos ofrecidos, predominan los regulares con un 65 %, la mayoría dirigidos a adultos y, en menor proporción, a adolescentes y niños. En segundo lugar, con un 11 %, figuran los cursos intensivos, seguidos por los cursos con fines específicos 8 %, en especial los vinculados a temas de viajes o turismo y económico-empresariales.
La preparación para exámenes internacionales incluye 177 ofertas, el 49 % en CABA y la Gran Buenos Aires y el 51 % en el interior de Argentina. Desde el punto de vista Institucional, los exámenes de la Sociedad Dante Alighieri de Roma lideran este segmento del mercado, con el 89 % de las propuestas, distribuidas entre nueve niveles de las pruebas PLIDA (Progetto Lingua Italiana Dante Alighieri).
Los 209 servicios de traducción y/o interpretación registrados se concentran mayoritariamente en CABA (71 %, principalmente Macro centro y zona Norte), frente al Interior (22 %) y a la Gran Buenos Aires (7 %). Las áreas de traducciones públicas, técnicas, empresariales, culturales y científicas son las que llevan la delantera por su nivel de ofertas sobre el resto de categorías, aunque todas se revalorizan al analizar con mayor desagregación las temáticas profesionales –así se destacan literatura, páginas web, medicina, cine y video, finanzas, entre otras-.
En cuanto a las 40 ofertas de cursos y servicios de italiano en el exterior, se originan tanto desde la CABA (45%) como del interior (45%). sobre todo en 4 Provincias: Buenos Aires, Córdoba, Santa Fe y Mendoza. Las ofertas restantes surgen de la Gran Buenos Aires (10 %). Predominan los cursos de idioma italiano en Italia, y, en menor medida, servicios de tramitación de visas o de ciudadanía Italiana. Los programas de intercambio cultural o estudiantil sólo representan el 5 % del total de ofertas.